# Wenn die Sonne wieder scheint

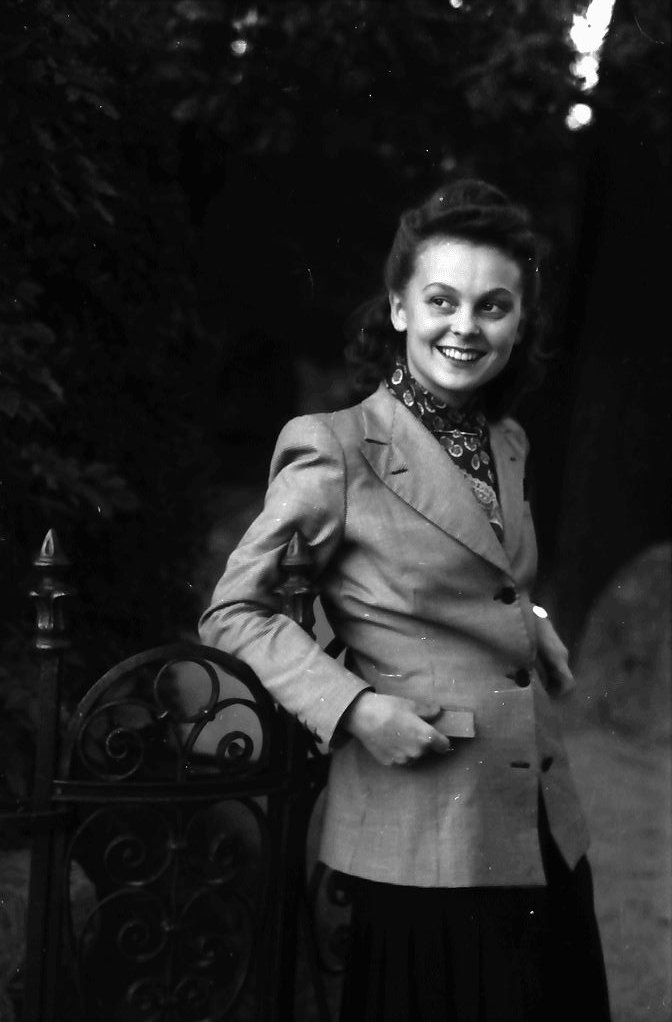
Bruni Löbel, Schellebelle in "Wenn die Sonne wieder scheint"

Wenn die Sonne wieder scheint is de eerste verfilming van Stijn Streuvels' roman De Vlaschaard uit 1907. De opnamen begonnen in de zomer van 1942 in België en werden in het begin van 1943 in Duitsland afgerond. De regie was in handen van Boleslaw Barlog en de prent kwam in Duitsland uit onder de titel "Wenn die Sonne wieder scheint". In Vlaanderen werd de film echter uitgebracht als "De Vlaschaard".
Barlog regisseerde de film voor de Duitse filmmaatschappij Terra, die in 1940 instond voor de antisemitische film Jud Süß. Dat Streuvels aan de film meewerkte en erin figureerde, terwijl België tegelijkertijd door nazi-Duitsland werd bezet, maakt(e) de film controversieel.

## Reacties op de film (1943-1945)
Joseph Goebbels, die als de Duitse minister van propaganda ook verantwoordelijk was voor de Duitse film, besloot dat de film "een boerenfilm van zeer hoog niveau" was. De film toonde een stereotiep beeld van Vlaanderen zoals de Duitse bezetter Vlaanderen destijds inschatte: "Een trots boerenvolk, trouw aan hun tradities, verbonden met zijn biotoop en getuigend van een Germaanse stamverwantschap". In Vlaamse SS-kringen was men evenwel niet opgezet met de productie: de Nederlandse nasynchronisatie klonk te "Hollands". Men hield ook te weinig rekening met het Vlaamse karakter van de roman. De producent wijzigde ook het een en ander aan de inhoud van de roman: om de film attractiever te maken voor het grote publiek werd het liefdesverhaal meer uitgediept, werd de film soms doorspekt met humor en eindigde het verhaal minder teneerdrukkend zoals de titel doet vermoeden: "Als de zon weer schijnt".

## Hernieuwde belangstelling (2007)
De film kwam in maart 2007 opnieuw in de belangstelling te staan toen de Erfgoedcel Kortrijk het project De Vlaschaard lanceerde. In het kader van dit project werd een tentoonstelling georganiseerd, het boek De Vlaschaard gelanceerd en een dvd uitgebracht.
Het boek en de dvd deden De Standaard journalist Marc Reynebeau besluiten dat de Duits nationaal-gestuurde filmpolitiek een vandaag nog "nauwelijks genietbare" filmproductie opleverde. In De Morgen was Walter Pauli echter veel enthousiaster over de film. In het Canvas programma Terzake was Lieven Vandenhaute zelfs ronduit euforisch over de film, die volgens hem geen enkele lelijke opname bevatte en in prachtige zwart-wit contrasten gefotografeerd was. De meningen bleken anno 2007 dus al even verdeeld als in 1943.

## Dvd-versie - details
Het Koninklijk Belgisch Filmarchief restaureerde het filmmateriaal van Wenn die Sonne wieder scheint voor de dvd-uitgave. Op die dvd staan zowel de Duitse als de nagesynchroniseerde Nederlandse (Vlaamse) versie, met als extra's archiefbeelden en recente commentaren. De extra’s bevatten historische filmdocumenten: werkopnamen van de film, een filmjournaal uit 1942 (met een verslag over de filmopnamen) en de documentaire Lied van het Linnen (1938) van Charles Dekeukeleire. Verder bevat de dvd interviews met de onderzoekers (Roel Vande Winkel en Ine Van linthout) en met vader Marcel Gruyaert en zoon Jan Gruyaert, respectievelijk de regisseurs van Vlas (1948) en van De Vlaschaard. De dvd wordt samen met het boek De Vlaschaard verkocht, maar is ook apart verkrijgbaar. Opmerkelijk is dat de dvd weliswaar een tweetalig menu bevat, maar bepaalde extra's (de interviews) enkel aan de Nederlandstalige kijkers aanbiedt.